# Jean Porporato

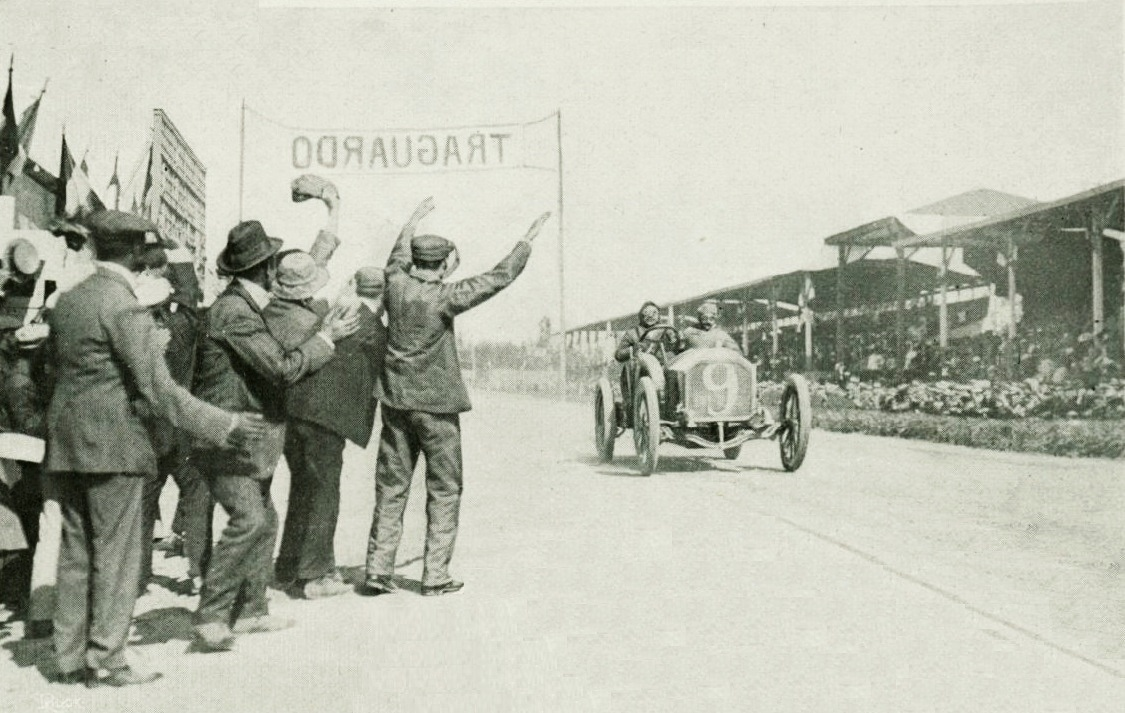
Jean Porporato, vainqueur de la Ire 'Targa Bologna' sur Berliet 40 hp en 1908.

Jean Porporato, né le 3 novembre 1879 à Turin, est un pilote automobile franco-italien, essentiellement sur circuits.

## Biographie
Il débute comme mécanicien embarqué de Paul Bablot sur Lyon fin janvier 1906 à près de 25 ans. Bablot est alors depuis deux ans pilote officiel pour la marque lyonnaise Berliet, et Porporato effectue à cette date avec ce dernier un record de sobriété sur un modèle 16/22, par la route allant de Salon-de-Provence à Arles.
De fait bon metteur au point, il dispute des compétitions automobiles comme pilote entre 1907 (débuts au volant à la Targa Florio) et 1925.
Durant ses premières années de carrière il évolue comme pilote officiel Berliet sous la nationalité française (de 1907 à 1911), puis il est enregistré durant la suite de celle-ci sous celle italienne (de 1912 à 1924), avant de réapparaitre avec celle française pour sa dernière sortie, lors de son unique course aux 24 Heures du Mans.
Il participe aux 500 miles d'Indianapolis en 1915 sur Sunbeam (sixième temps aux essais) et 1920 sur Grégoire, au Grand Prix de France en 1914 sur Nazzaro, au Grand Prix tourisme de Guipúzcoa en 1923 sur La Buire -autre constructeur lyonnais-, au Grand Prix de Lyon en 1924 également sur La Buire, ainsi qu'aux 24 Heures du Mans en 1925 sur D.F.P. 1.1L. 4 cylindres.

## Palmarès

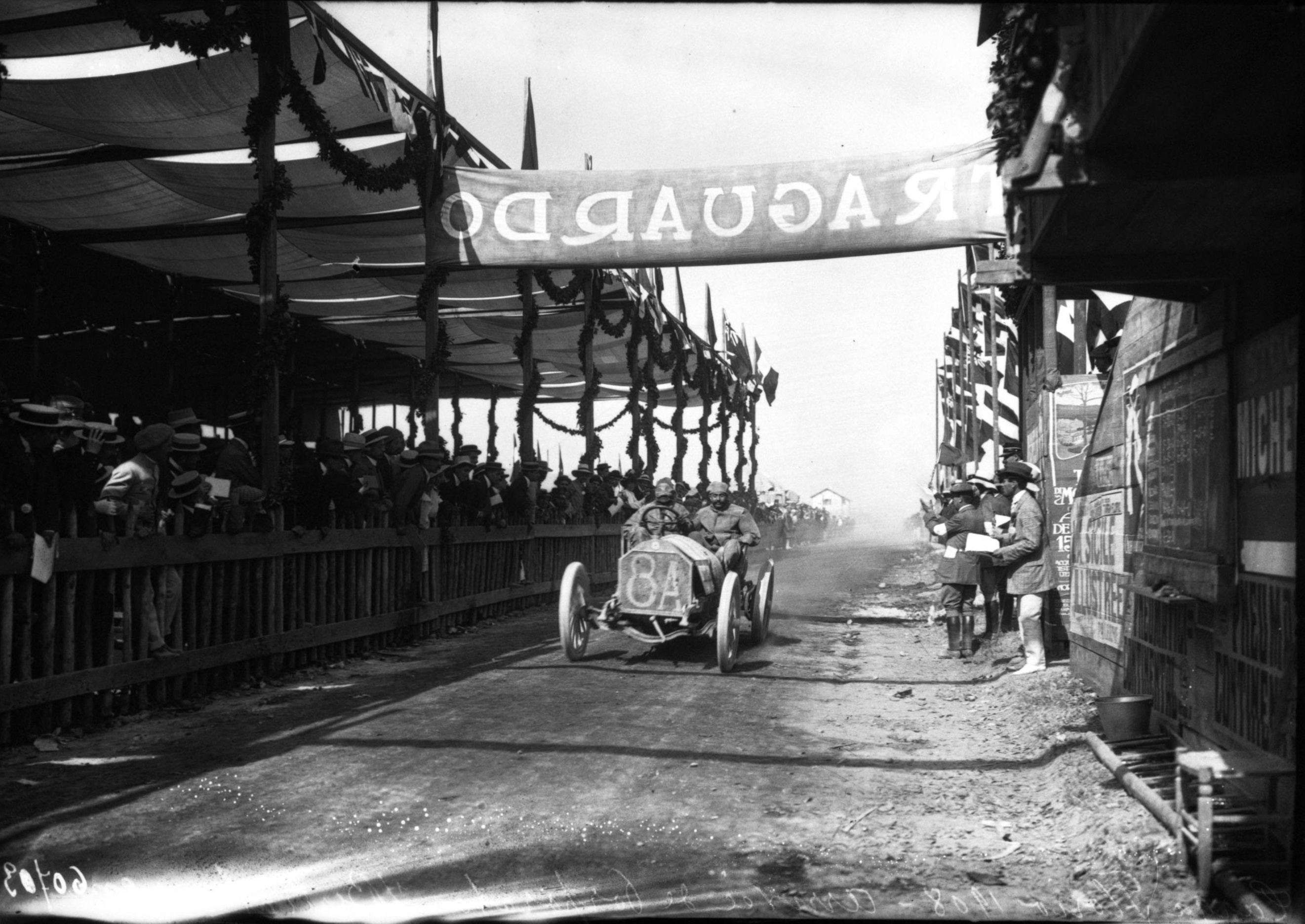
La Berliet de Porporato franchissant la ligne d'arrivée de la Targa Florio 1908 (4e).

- Coppa della Velocità (Targa Bologna) en 1908, sur Berliet 40HP[3] (au lendemain du déroulement de la Coppa Florio à Bologne, pour une course réservée aux voitures de moins de 130 millimètres d'alésage, en présence de la princesse Laeticia qui remet le prix au vainqueur alors que La Marseillaise retentit[4])[5];
- Victoire de classe dans la course de côte de Val-Suzon en 1908, sur Berliet[6];
- Rallye de régularité Poznań (Pologne)-San Sébastian (Espagne) le 21 septembre 1912, sur une roulotte Grégoire -dite La Ménagerie Grégoire-, avec 11 passagers à bord, dont Mr et Mme Picard, le véhicule remportant également le Prix de l'Élégance[7], notamment avec ses jardinières de fleurs en balconnets (3 500 kilomètres parcourus en 7 jours, 2e Hispano-Suiza et 3e Berliet)[8];
- Coupe de la Sarthe en 1913 (2e édition), sur Grégoire 3L. (à pneus Pirelli)[9];
- Nombreuses victoires de classe en courses de côte durant l'année 1922, sur La Buire 14HP 12A (à Limonest, Planfoy, Alpilles, Col de Faucille...)[10];
  - 2e de la Chicago Race au Speedway Park en 1915, sur Sunbeam (derrière Dario Resta, en American Championship car racing de l'AAA)[11];
  - 4e de la Targa Florio, en 1908 sur Berliet;
  - 5e de la sixième Coupe des Voiturettes, organisée à Boulogne en 1911, sur Grégoire[12].

## Notes et références

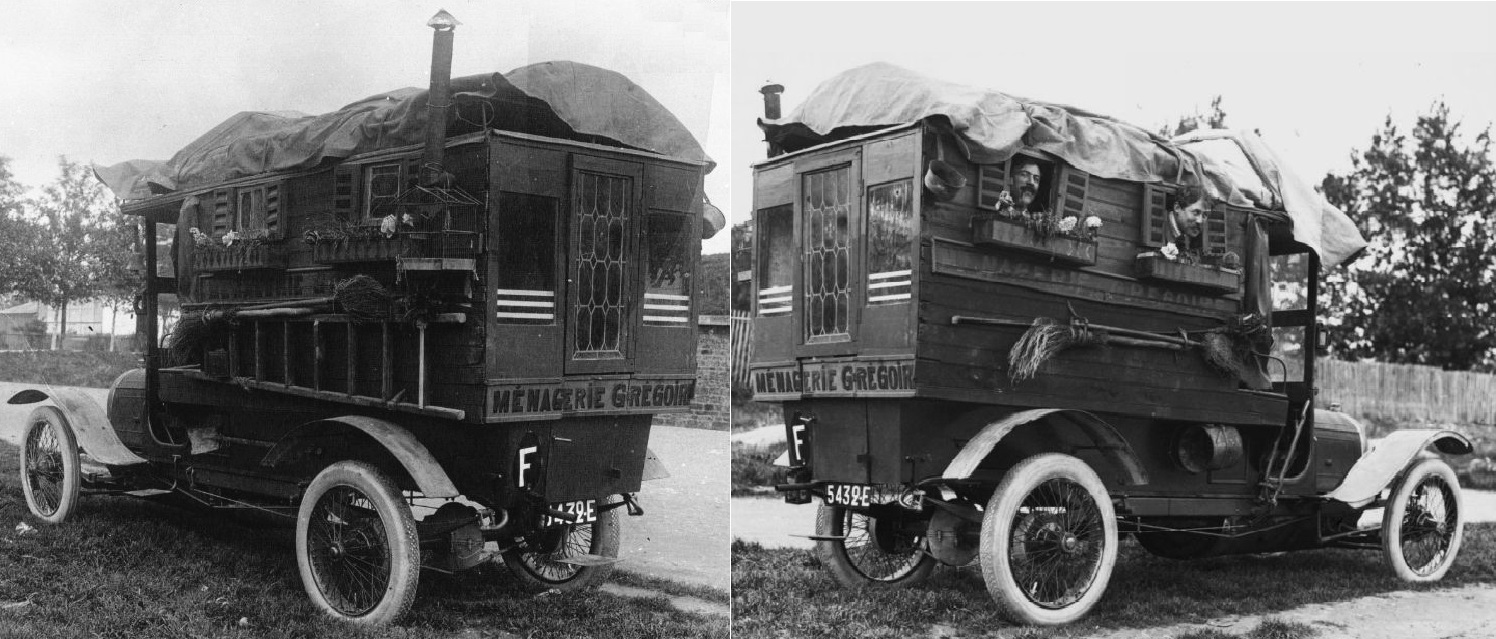
La "ménagerie" de la roulotte Grégoire (septembre 1912).

## Liens externes

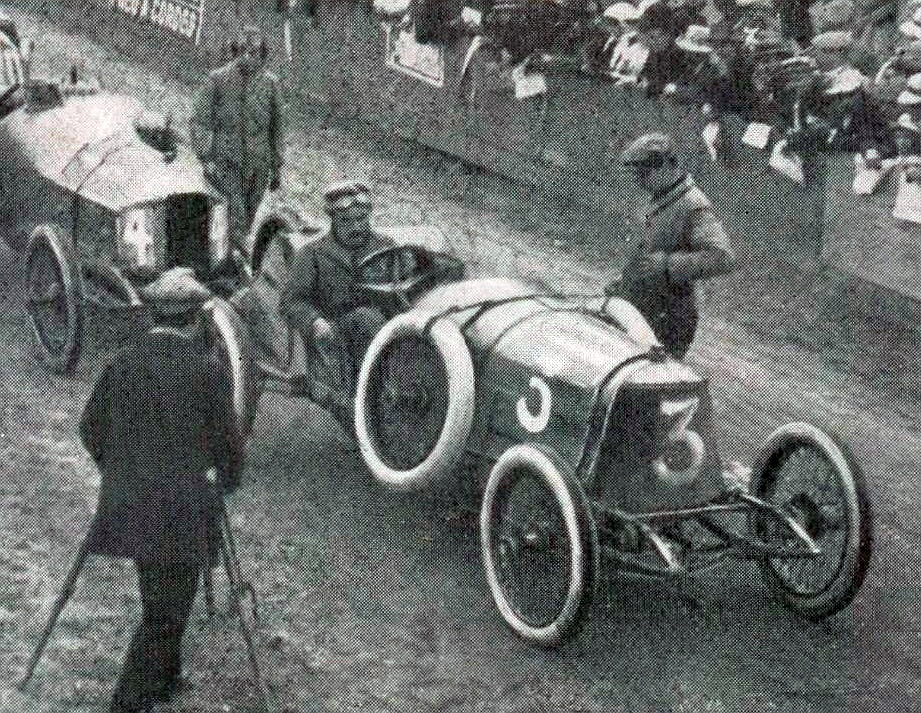
Jean Porporato, vainqueur de la Coupe de la Sarthe en 1913.

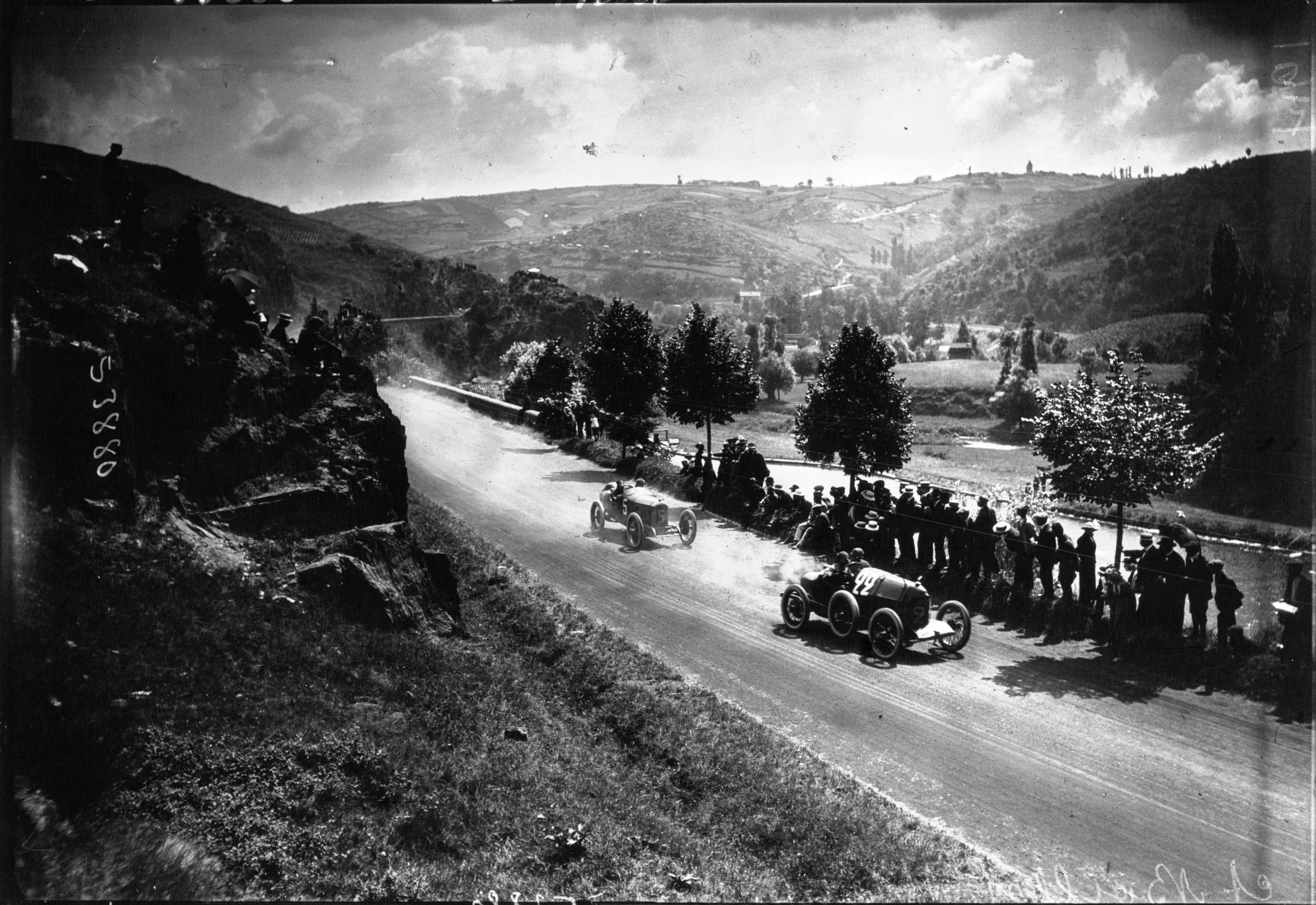
Porporato sur Nazarro devant Georges Boillot sur Peugeot EX5, au GP de France 1914.